# Fort Westervoort
Fort Westervoort is in 1865 als sperfort bij de spoorbrug over de IJssel bij Westervoort gebouwd. Het fort ligt ten oosten van Arnhem en heeft tot 1940 onderdeel uitgemaakt van de IJssellinie (niet te verwarren met de IJssellinie uit de Koude Oorlog). Anders dan de naam suggereert is het fort gelegen in de gemeente Arnhem.

## Voorganger
Fort Westervoort is gebouwd nabij de locatie waar in de 17de eeuw de IJssel nog afsplitste van de Nederrijn en schans IJsseloord was gelegen. Deze schans raakte vanaf 1673 in verval en was halverwege de 18de eeuw vrijwel verdwenen. Na de niet uitgevoerde plannen uit 1821 voor een nieuw werk werden in 1864 gelden vrijgemaakt voor een nieuw fort: het sperfort Westervoort op de spoorlijn Arnhem - Emmerich. Het aardwerk was in 1919 geclassificeerd als 'geen klasse' maar werd in de jaren 1930 voorzien van betonnen kazematten.

## Tweede Wereldoorlog
Het fort is in 1940 de locatie geweest van de eerste gevechtshandelingen op Nederlands grondgebied. Op 10 mei 1940 om 4.45 uur werd vanuit het fort de brug over de IJssel opgeblazen door Adjudant Van Viersen om zodoende de Duitse invasie te stuiten. Ongeveer 15 Duitse militairen bevonden zich op de brug ten tijde van de explosie.
Het Nederlands Instituut voor Militaire Historie (NIMH) heeft een Youtube filmpje gemaakt met toelichting op de gevechtshandelingen rond het fort.
Tijdens de Tweede Wereldoorlog is het fort in Duitse handen. Aan het einde van de oorlog geven de Duitse bezetters zich snel over na een zware beschieting.

## Na de oorlog - heden
Na de oorlog is een gedenksteen geplaatst voor de 14 gevallen soldaten bij de gevechtshandelingen rond het fort tussen 10 en 14 mei 1940.
Later is er een verkeersweg (Zevenaarseweg) naast de spoorweg gekomen waar het hoofdgebouw, naast de spoordijk, onder leed. Bij de aanleg van de Pleijweg in de jaren 80 van de 20ste eeuw is de omgeving van het fort drastisch veranderd. Desondanks heeft men het fort zo veel mogelijk intact gehouden en is het met enige moeite nog te bereiken via de Schaapdijk. Omdat de Pleijweg rakelings lang het fort gaat, wat een schrikreactie bij automobilisten teweeg zou kunnen krijgen, is het fort door kunstenaar Wim Korvinus in 1983 voorzien van hoge bijmuren.
Anno augustus 2012 is het hele terrein zwaar overwoekerd en dichtgegroeid met onder andere hoge brandnetels en Japanse duizendknoop en is de bebouwing en de gedenkplaats moeilijk te bereiken. Anno 2018 is rond het fort de vegetatie gemaaid en zijn de muren ontdaan van graffiti. De tunnel onder spoor en Zevenaarseweg is open waardoor ook de gedenksteen aan de zuidzijde kan worden bereikt.

## Afbeeldingen

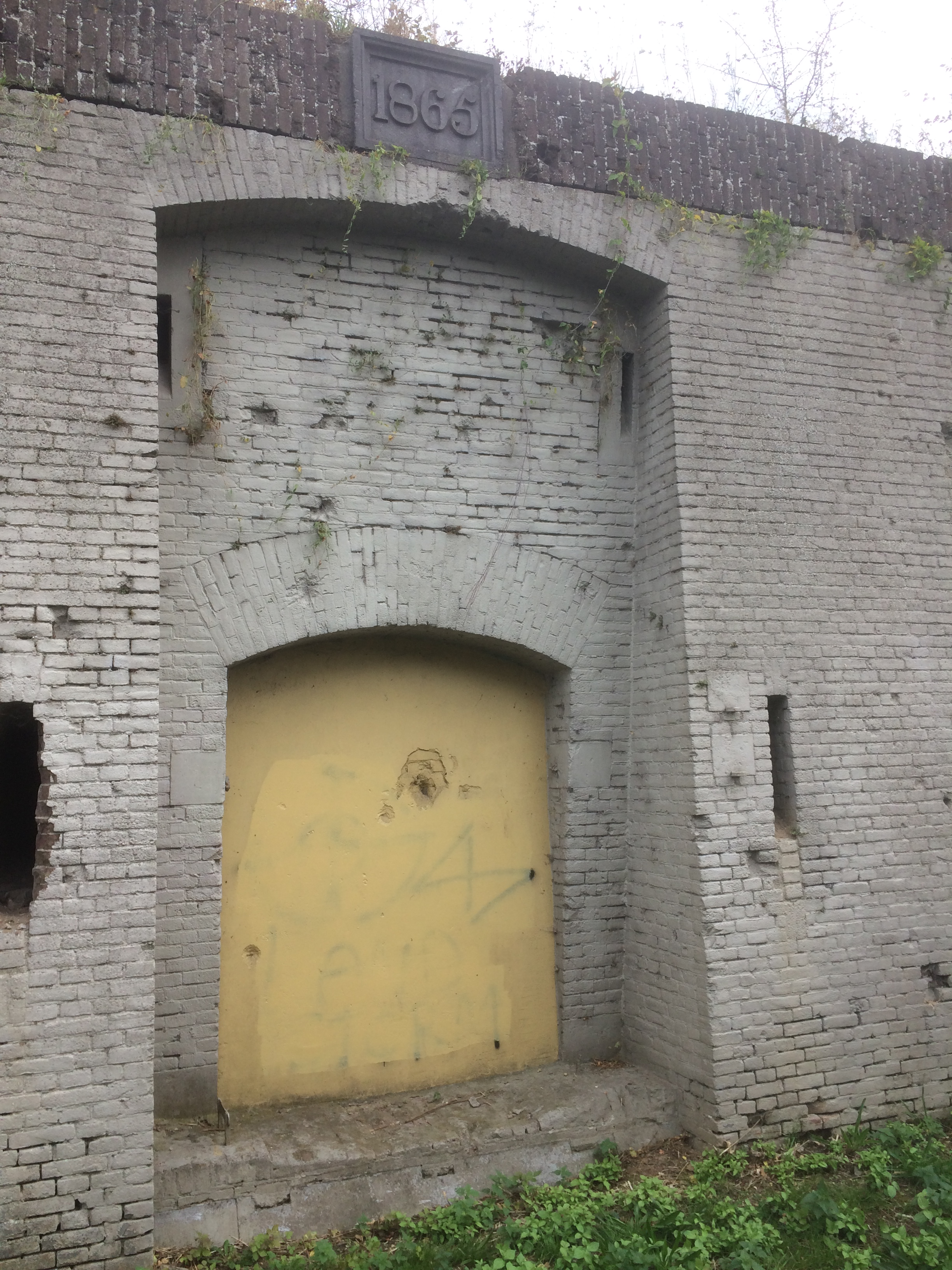
Ingang Fort Westervoort
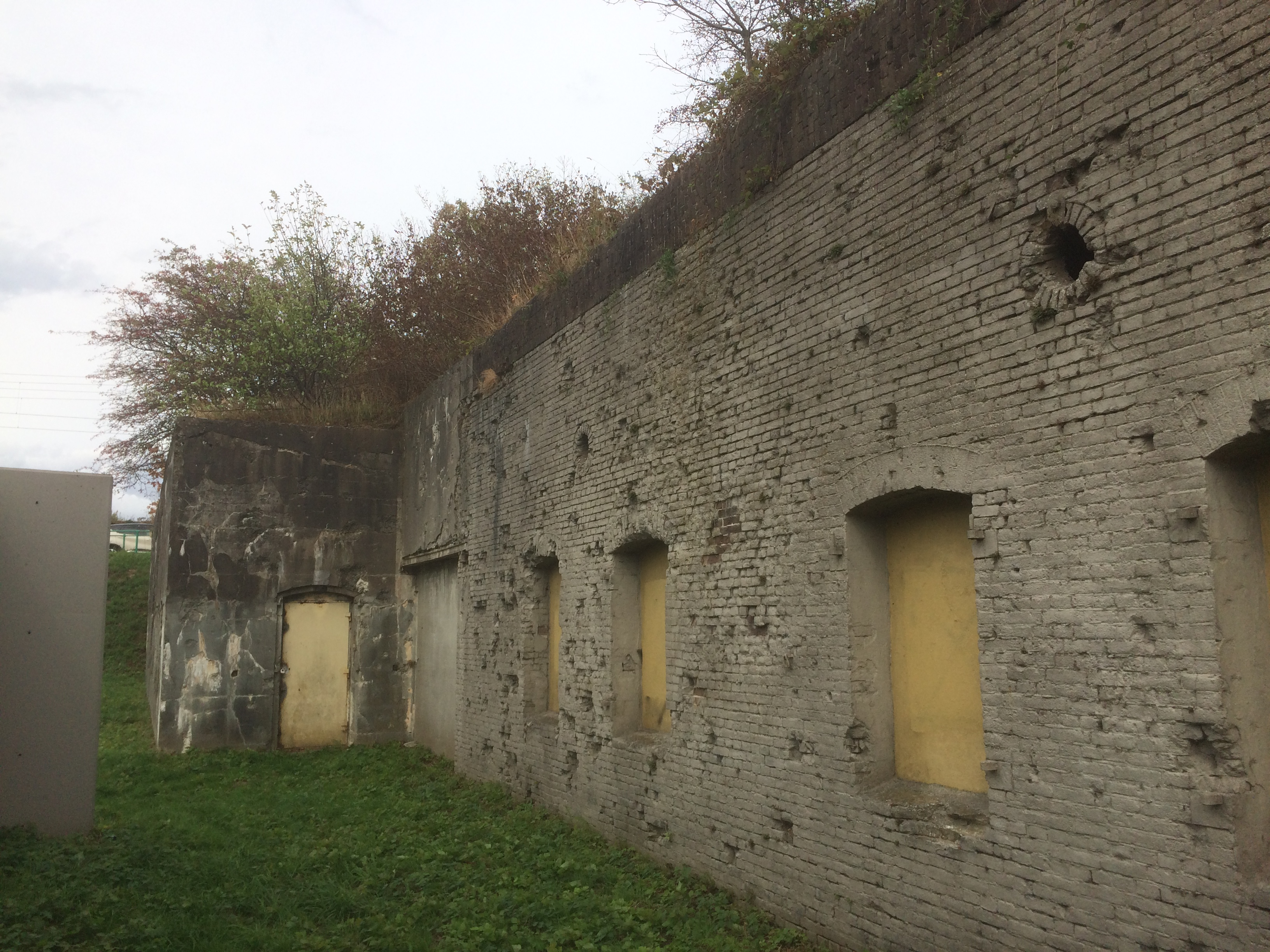
Fort Westervoort ten zuiden van Zevenaarsweg
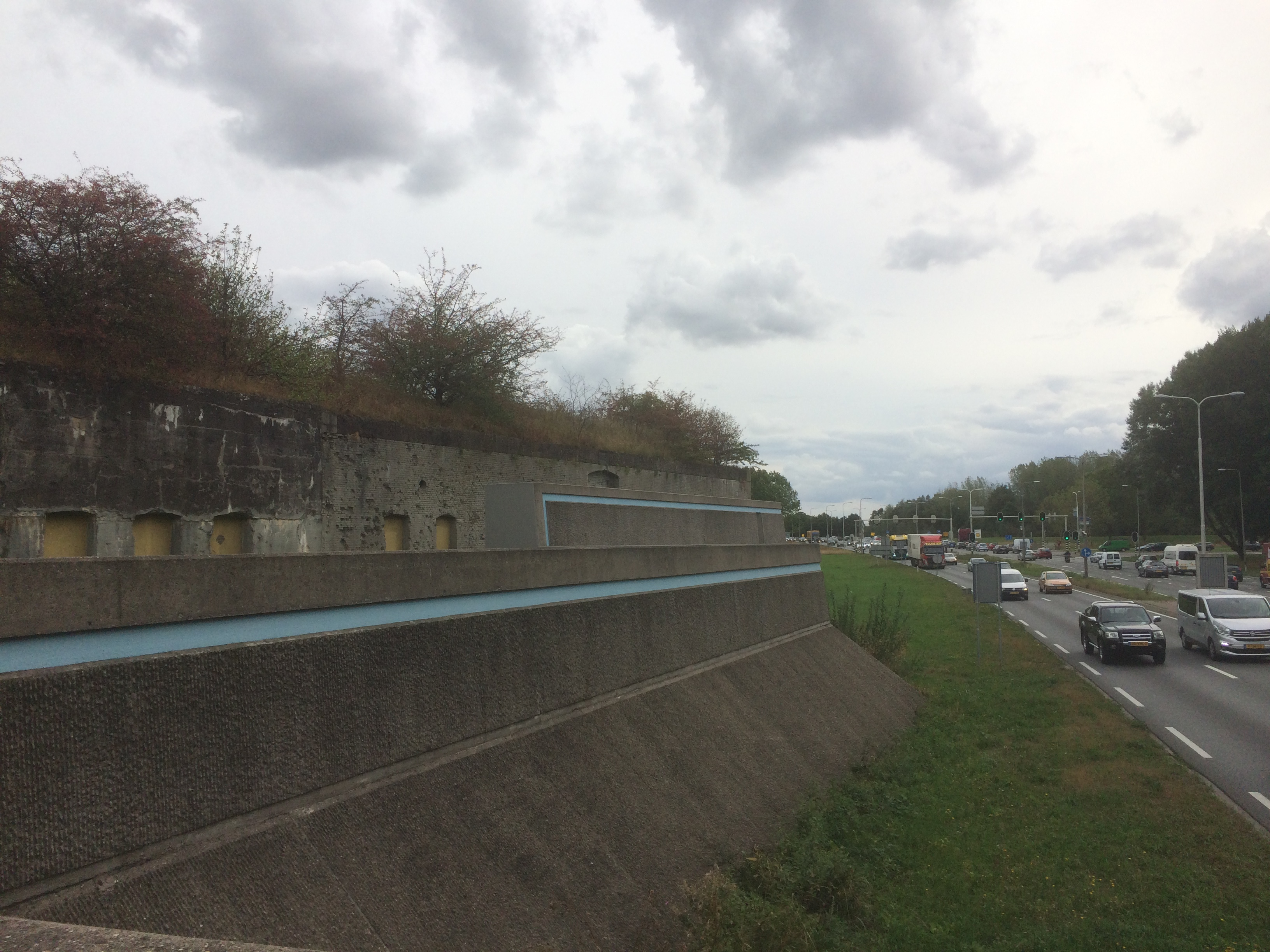
Bijmuren tussen Pleijweg en Fort Westervoort
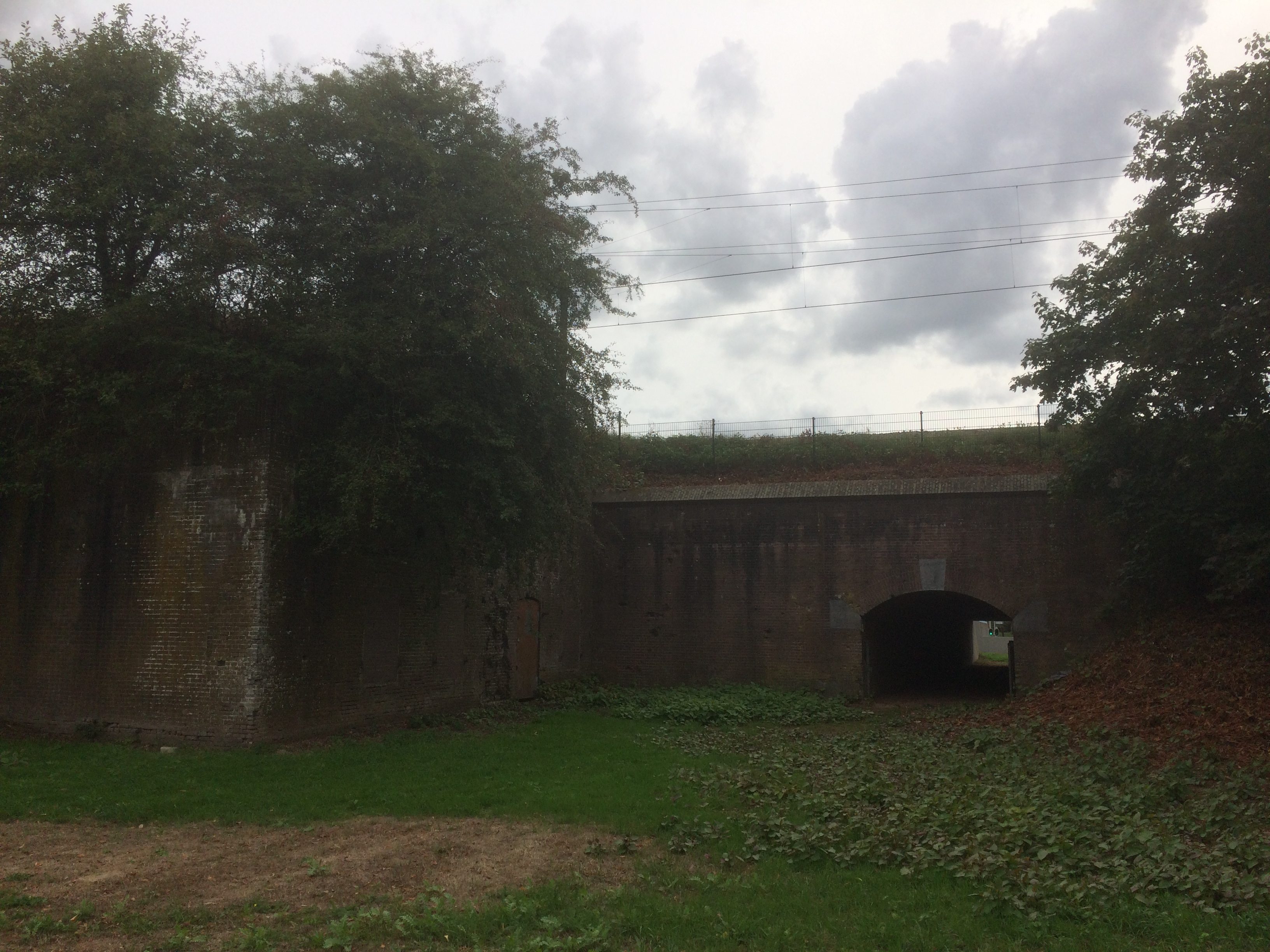
Onderdoorgang onder spoor en Zevenaarse weg in Fort Westervoort